# John DuCasse Schulze
John DuCasse Schulze (* 23. April 1876 in Illinois; † 17. Juni 1943 in Hollywood, Los Angeles) war ein US-amerikanischer Szenenbildner beim Film.

## Leben
John DuCasse Schulze begann 1921 seine Karriere als Szenenbildner beim Film in Hollywood, wo er zunächst für eine Reihe von Stummfilmen kleiner Produktionsfirmen wie First National Pictures zuständig war. Häufig wirkte er dabei unter der Regie von Edwin Carewe. Auch die beiden Mary-Pickford-Filme Die kleine Annemarie (Little Annie Rooney, 1925) und Meine beste Freundin (My Best Girl, 1927) im Verleih von United Artists zählen zu seinen Arbeiten. Von 1929 bis 1932 war er bei der Fox Film Corporation beschäftigt. Danach arbeitete er zumeist für Produzent Edward Small. 1941 erhielt er seine erste Oscar-Nominierung in der Kategorie Bestes Szenenbild für Die Irrwege des Oliver Essex (My Son, My Son!). 1942 wurde er zusammen mit Edward G. Boyle für Die Stunde der Vergeltung (The Son of Monte Cristo) erneut nominiert. Im selben Jahr war er ein letztes Mal an einer Filmproduktion beteiligt. Er starb 1943 im Alter von 67 Jahren in Hollywood an einem Herzleiden und wurde im Forest Lawn Memorial Park in Glendale beigesetzt.

## Filmografie (Auswahl)
- 1921: The Invisible Fear
- 1923: Pancho Lopez, der Bandit (The Bad Man)
- 1924: A Son of the Sahara
- 1925: Die Frau, die gelogen hat (The Lady Who Lied)
- 1925: Das Mädel mit den Dollar-Millionen (Joanna)
- 1925: Why Women Love
- 1925: Die kleine Annemarie (Little Annie Rooney)
- 1927: Meine beste Freundin (My Best Girl)
- 1934: Das Rätsel von Monte Christo (The Count of Monte Cristo)
- 1936: Der Letzte der Mohikaner (The Last of the Mohicans)
- 1937: Der Held im Ring (When’s Your Birthday?)
- 1938: Das Großmaul (Wide Open Faces)
- 1939: Der Mann mit der eisernen Maske (The Man in the Iron Mask)
- 1940: Die Irrwege des Oliver Essex (My Son, My Son!)
- 1940: Die Perlenräuber von Pago-Pago (South of Pago Pago)
- 1940: Im Tal des Schreckens (Kit Carson)
- 1940: Die Stunde der Vergeltung (The Son of Monte Cristo)
- 1941: Cheers for Miss Bishop
- 1942: A Gentleman After Dark

## Auszeichnungen
- 1941: Oscar-Nominierung in der Kategorie Bestes Szenenbild für Die Irrwege des Oliver Essex
- 1942: Oscar-Nominierung in der Kategorie Bestes Szenenbild für Der Sohn von Monte Christo zusammen mit Edward G. Boyle